# He 111轟炸機
He 111是第二次世界大戰德國空軍所使用的一種中型轟炸機，其獨特的機鼻設計令它成為德國轟炸機部隊的著名象徵。1930年代初，德國軍方在規避《凡爾賽條約》的限制下，由齊格菲·君特和瓦爾特·君特兩人設計，並將它偽裝為民用運輸機，直到1935年德國空軍宣佈成立為止。
二次大戰早期階段，He 111是德國空軍轟炸機中裝備數量最多的機種。它在所有1940年以前的戰役中皆表現良好、損失甚少，直至不列顛空戰時，其薄弱的防禦武器，有限的速度及靈活性都顯示它已面臨技術劣勢的瓶頸。然而，作為一架作戰飛機它證明了能夠承受嚴重的損傷及具有多種用途的高泛用性。在戰事期間He 111獲得德軍的「軍馬」稱號，而且它亦在整個戰爭期間於歐洲戰事前線四周擔當多種不同角色。它被用作執任何可能的任務：例如在不列顛空戰期間作為戰略轟炸機、在大西洋海戰中用作魚雷轟炸機及在西戰線、東戰線、地中海中東非洲戰線作為中型轟炸機及運輸機等。直到戰後德國空軍已被廢除之際，He 111仍可被用作運輸機作後勤任務。
即使德軍對其持續升級，但它自1942年中期以後已明顯成為過時落後的設計。He 111一直繼續生產至1944年，當大部分He-111停產時，它開始轉為擔當運輸及補給的角色。德國空軍原本計畫發展並生產一款更優秀的轟炸機以取代He 111，但當時活塞引擎轟炸機的生產已經逐漸停止，因其活塞引擎必須優先供應給擔任防空任務的戰鬥機支用。
亨克爾（Heinkel）的設計CASA 2.111一直持續至戰後，它的機身受Construcciones Aeronáuticas SA許可下在西班牙生產。設計的相差只是在於大幅度改善的動力裝置。亨克爾（Heinkel）的衍生機種繼續服役至1973年退役。

## 設計及發展歷史
在1932年，亨克爾公司在傑克弗裏德·瓦爾塔（Ernst Heinkel）兄弟決定開始設計一種全世界最快的旅客運輸機，其中一個目的在國家保持最新發展的領導地位。

該機種是優秀的設計，而且已經快於與Lockheed 9 Orion的設計競爭。第一架樣本機Heinkel He 70 Blitz（“閃電”）的出現立即打破了當時的速度紀錄並且震驚整個行業。在這設計中的四架民用型號雖然只用了只有600 hp（447 kW）BMW V1發動機，但速度已經幾乎達到380 km/h（230 mph）。橢圓的機翼設計，是由沿用了在傑克弗裏德·瓦爾塔兄弟加入亨克爾機公司前的Bäumer Sausewind sports plane設計，並且成為了兄弟在隨後發展設計的一個特徵。

逃設計的出現就立即觸發了德國空軍的興趣，並且期待成為轟炸機為德國空軍服務。

在將來發展的亨克爾HE 111配備上一對更大馬力的發動機，生產的飛機有很多特徵與“閃電”相似，例如包含了翼根後緣凹陷的橢圓平面形機翼及尾翼、空氣動力特性、採用流線形機身及採用BMW發動機。只有在引擎位置有明顯改變，新He 111的設計亦被稱為Doppel-Blitz（雙重閃電）。

## 早期民用型號

### He 111C
第一架原型機He 111 V1（W.Nr. 713 D-ADAP），在1935年2月24日在羅斯托克-Marienehe第一次試飛成功。在1935年5月民用設計的He 111V2以及He 111V4完成。其中V2（W.Nr. 715, D-ALIX）將炸彈倉改為客艙，加上機身後段倉間共可安裝10個座椅，這款民用型生產6架並使用He 111C的編號在1936年加入德國漢莎航空。

## 軍用型號

### HE 111 A-D

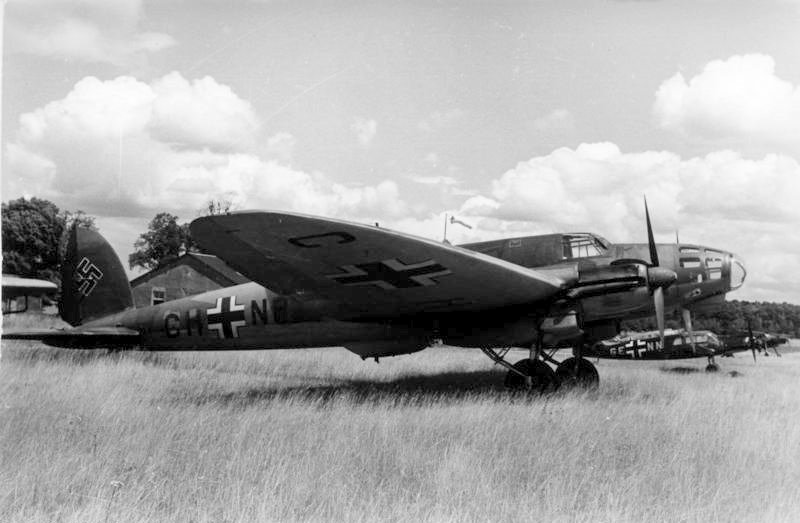
一架He 111 E在1940年德國空軍服役。早期型號有傳統式的階梯形的駕駛員座艙。

He 111在服役初期一直假裝用作為民用運輸機生產為掩人耳目，事實該機種有意加入德國空軍成為轟炸機並且開始著手改良裝備。
由試飛員Gerhard Nitschke的最初報告稱贊He 111，儘管它的機翼曾失速，但飛機的飛行性能和操控性令人印象深刻。客機型號的機翼因此由25 m（82 ft）縮減至23 m（75 ft）。軍用機（V1、V3及V5）翼展只有22.6 m（74.1 ft）。第一架原型機功率不足，因它們裝配了431 kW（578 hp）的BMW VI 6.0 V12直列式發動機。在V5最終被增強至745 kW（999 hp）的DB（Daimler-Benz）600發動機，並成為了B系列的原型機。
He 111 A-0型號基於V3構型以建造，僅生產了10架，但德國空軍經測試後證明了動力不足而最終賣給中國。這型號延長了1.2 m（3.9 ft）因為了裝MG 15機槍在機頭。另一機槍位置安裝在機身頂部，及另一個在腹部位置的可縮回外露炮塔。炸彈艙被劃分成兩隔間以及能攜帶680 kg（1,500 lb）炸彈。增建部分令飛機重達8,200 kg（18,080 lb），令He 111的性能嚴重地降低，尤其是用BMW VI 6.0 Z發動機出力不足。增加寬度亦可改變空氣動力強度及令在起飛和降落時更易操縱。機員發現這飛機難於操縱，而且它的最高速度被顯著地降低。當飛行員的報告到達帝國航空部（Reichsluftfahrtministerium, RLM）後，生產被停工。然而，中國的派遣代表團訪問德國，他們認為He 111 A-0正切合他們的需要並採購了8架飛機。中國購入了8架（2架作為零拆機用，實際服役的僅有6架），並在抗日戰爭初期進行作戰，中國購買的是其早期型號，買家是廣東空軍，1936年因兩廣事變廣東空軍向南京國民政府投誠，因此抗戰時期歸中華民國空軍操作。淞滬會戰期間進駐漢口機場，有三架He 111 A出擊轟炸在長江的日艦，但在日機和日艦防空炮火之下有一架被擊落，其餘兩架分別飛往常州和南京，之後日機報復轟炸漢口機場，迫使其餘的He 111 A飛走。在1937年底只剩一架He 111 A，此機後來成為中央航空公司的貨機，由於發動機缺乏料件維修，在1940年代更換美制星型氣冷發動機。最後在1944年墜毀在昆明機場。
He 111B在1936年秋季進行首飛。第一批生產在夏季從生產線送出來到羅斯托克。7架B-0試驗性生產機完工，生產編號1431-1437。B-0裝置了DB 600C發動機並裝上可變傾斜度的螺旋槳。螺旋槳輸出提升了149 kW（200 hp）。B-0有一門MG 15機槍裝在機頭。B-0亦可在直立式隔間攜載1,500 kg（3,310 lb）。B-1有些不重要的改進地方。在機頭安裝了旋轉的機槍底座及一個靈活的Ikaria炮塔在機身下面。經過改進之後，帝國航空部訂做了300架He 111 B-1，在1937年1月首批交付。B-2型號改善了它的發動機，用機械增壓的634 kW（850 hp）DB 600C，或在某些情況會用水冷式的690 kW（925 hp）DB 600G。於1937年B-2在的亨克爾工廠開始從生產線送出來。He 111 B-3是修改了的教練機。有大約255架B-1被訂購，不過生產訂單不可能實現，只有28架B-1建造完成。由於新的He 111 E系列生產，只有少量的He 111 B-3被制造。由於生產力不足的緣故，Dornier、Arado及Junkers在它們位於維斯馬、勃蘭登堡及德紹的工廠制造He 111B系列。B系列與A系列的能力比較強。炸彈攜載增至1,500 kg（3,300 lb），同時提升最高速度和高度分別至344 km/h（215 mph）和6,700 m（22,000 ft）。武器裝備決定了安放3個機槍位。除去擋風玻璃，以機背的機槍位外露出來。
在1937年後期，D-1系列開始進入生產，同時亨克爾進行He 111D-2的設計。He 111D-2預計裝上輸出功率1,074馬力的DB600Ga發動機，令D-2的最大時速達410公里／小時，成為高速戰術轟炸機。但DB600Ga發動機也是Bf 109及Bf 110所採用的發動機，DB600發動機需優先供應Bf109和Bf110戰鬥機的生產，因而781 kW（1,047 hp）的DB 600Ga發動機由原本計劃分配給He 111 D型號，改為分配給Bf 109 and Bf 110生產線。亨克爾隨後選用Jumo發動機，He 111 V6用上Jumo 210 G發動機被試驗，但是動力嚴重不足。然而，改良了的745 kW（999 hp）Jumo 211 A-1動力裝置促使了D系列完全中止並且集中於E系列的設計。

### He 111 E
試驗性生產機E-0系列裝造了少量。裝配了Jumo 211 A-1發動機及可縮回的散熱器排氣裝置系統。這型號可攜載1,700 kg（3,748 lb）炸彈，給予起飛重量10,300 kg（22,707 lbs）。Jumo 211 A-1發動機的開發小組設法將動發機動力提升至930 hp（690 kW），隨後He 111 E-1炸彈攜載能力增至2,000 kg（4,410 lb）和390 km/h（242 mph）的最高速度。
裝配了Jumo 211A-1發動機的E-1型號發展於1937年，He 111 V6開始第一次生產變形。E-1有它原有的動力裝置，DB 600發動機被Jumo 210 Ga直列式發動機代替。帝國航空部渴望更強力的Jumo 211 A-1發動機仍未為安裝準備好。另一試驗性的飛機，He 111 V10 (D-ALEQ)裝配上兩個潤滑油冷卻器，這對Jumo 211 A-1動發機的安裝是必要的。潤滑油冷卻器被裝入引擎整流罩成流線型的樣子。
在1938年2月E-1從生產線送出，及時趕上為若幹的飛機編入禿鷹軍團服役並在1938年3月參與西班牙內戰。在某程度上，它確實的表現影響到日後型號的轉變。德國空軍相信E系型號在速度上超過敵人戰鬥機因此無需擴充防衛武器，這個錯誤在之後的英倫空戰被證明。十噸重型飛機的防衛武器符合於He 111 B-2型號。機身的載彈艙用了四個掛彈架，在之後的型號設計有8組標準掛彈架，每組能攜載1枚250 kg（550 lb）的SC 250炸彈或四枚50 kg（110 lb）的SC50炸彈，掛彈架朝機頭上仰傾向（這導致炸彈投出飛機時打空翻）。這些標準掛彈架與第一代的德國空軍轟炸機（包含Junkers Ju 52）有共同的特徵，但這結果是限制了炸彈的選擇，只能有兩種炸彈大小。自從他們在無資助情況下開始建造足夠堅固的飛機結構使能夠攜帶沉重的炸彈，這些掛彈架就在後來的設計就被淘汰。
E-2系列沒有被生產並被除去，更偏向在生產E-3。只有少許的修改，例如外置的掛彈架。它的設計特徵分別在於改進的FuG無線電設備系統及用Jumo 211 A-3發動機代替A-1，儘管只是根據實驗上。E-3系列裝配了有820  kW（1,100 hp）的Jumo 211 A-3發動機在該系列的持續期間。

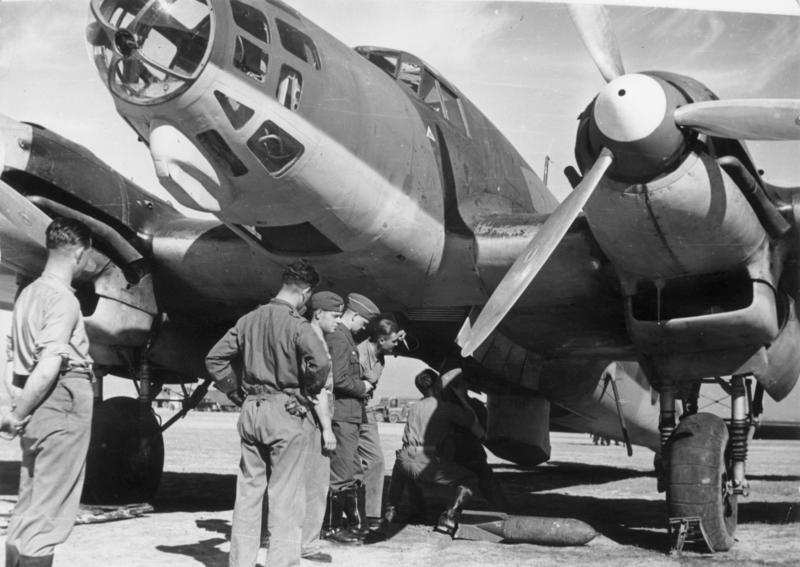
禿鷹軍團的He 111E。注意早期型號的傳統式階梯形的駕駛員座艙。

E-4型號裝配上外置的掛彈架而且在炸彈艙未用的空間被裝上835 L（221 US gal）飛機燃料箱和另一個115 L (30 US gal)油箱。這樣增加裝載重量至接近9.9 tonnes（11 tons），但增加活動半徑至1,800 km（1,130 mi）。這修改能使He 111執行更遠程的任務。E-4中8組內部垂直地排列的掛彈架每個能攜帶250 kg（550 lb）。最後的E型號He 111 E-5，由Jumo 211 A-3發動機提供動力，保留在炸彈航左面的835 L（221 US gal）燃料箱。只有數架E-4及E-5被建造。
帝國航空部對火箭助推器感到興趣，因為簡易的緣故，在滿載的轟炸機機翼底下安裝，以縮短所需起飛跑道長度。一旦助推筒可以被傘降投棄便可回收重用。Hellmuth Walter在Kiel的工廠，管理這項研發。在1937年，助推器的第一次固定試驗及試飛在Neuhardenberg舉行，並由試飛員Erich Warsitz控制Heinkel He 111E AMUE。

## H型號的發展
在He 111系列中的H型號是更為廣泛地生產而且在二次大戰中比其他任何亨克爾的型號有更多行動。
基於交付不確定周圍的情況及更有效的DB 601發動機，亨克爾公司開始測試馬力有1,100 hp（820 kW）的尤莫Jumo 211發動機。這稍微更大尺寸及更重的尤莫Jumo 211發動機是不足以考慮的事成為一雙引擎設計，而且尤莫（Jumo）是幾乎是用於所有早期戰爭中轟炸機的設計。當尤莫（Jumo）引擎裝上P型號的設計這就成為He 111 H型號。

## He 111發展型號
原型
- He 111 V1:第一架He 111，裝配BMW VI 6.0 Z發動機。
- He 111 V2:純粹用作郵政機及客機能夠載十人，有較短的翼展。
- He 111 V3:第一個轟炸機版，同樣有較短的翼展。
- He 111 V4:民用原型機，當中5架被用來架衍生出He 111 C系列並被德國漢莎航空使用。它於1936年1月10日被正式採用。
- He 111 V5:最後的原型機，它裝配了更強的DB 600 A發動機提升效能，是為了建立第一個主要系列He 111 B轟炸機。在1936年初進行了第一次飛行。

量產型

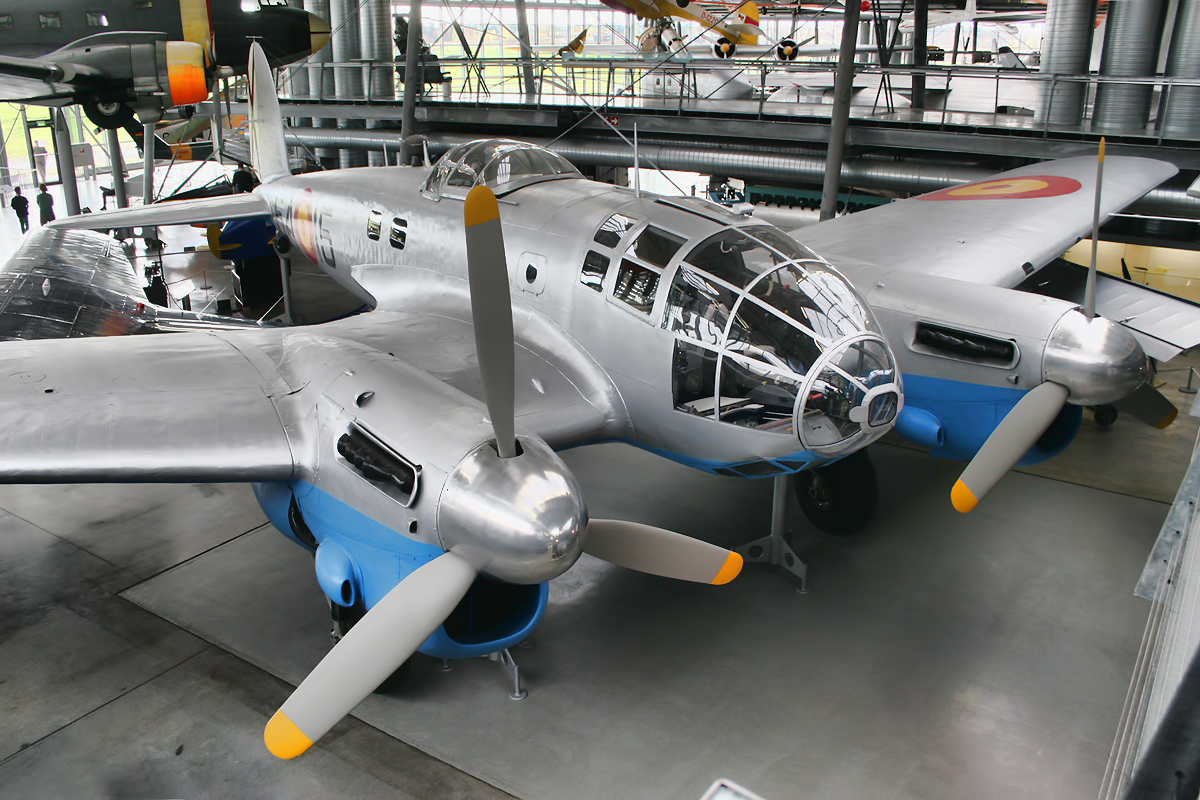
He 111在西班牙空軍服役至70年代

- He 111 A-0：10架飛機由He 111 V3建造而成，其中兩架在Rechlin試飛，由於發動機出力不足德國空軍拒絕接收，因而賣給陳濟棠所領導的廣州政府，後來在兩廣事變後倒戈通通交由國民政府指揮。
- He 111 B-0：試驗性生產機型，與He 111 A-0相似，不過改裝1000hp的DB600A發動機。
- He 111 B-1：由B-0改造而生產的機型，但改用DB600C發動機，及加裝3支7.9 mm MG 15作防衛武器。防禦武器由一個在機鼻的A位置的機動Ikaria炮塔，一個在B位置的DL 15迴旋式機槍底座及在C位置的一挺7.9mm MG 15組成。
- He 111 B-2：由B-1改造而成，但改用DB600C/G發動機，及在飛機其中一面的翼底的引擎機艙外置天線。在期後的生產改裝上DB 600Ga發動機及除去了機翼面的冷卻器。
- He 111 B-3：由B-1修改作訓練之用。
- He 111 C-0：建造的6架試驗性生產機型。
- He 111 D-0：改裝上DB600Ga發動機的試驗性生產機型。
- He 111 D-1：生產機型，由於改產E系統，所以只建造了數架。值得注意的是FuG X或FuG 10裝置，有意設計為長距離作戰。副裝置包括Peil G V及FuBI無線電導航器有助於盲著陸。
- He 111 E-0：試驗性生產機型，與He 111 B-0相似，不過改裝尤莫（Jumo）211A-1發動機。
- He 111 E-1：生產機型，改裝尤莫（Jumo）211 A-1發動機，能夠負載2,000 kg炸彈。原型機使用尤莫（Jumo）210Ga發動機其取代了最初的DB 600發動機。
- He 111 E-2：未有已知生產的轉變型號。計劃裝上尤莫（Jumo）211 A-1及A-3發動機。
- He 111 E-3：生產型轟炸機。與E-2設計相同但升級為用上標準尤莫（Jumo）211A-3發動機。
- He 111 E-4：有一半的2,000 kg（4,410 lb）炸彈能夠外置。
- He 111 E-5：裝備上數個內置燃料燃油缸。
- He 111 F-0：試驗性生產機型，與E-5相似，將機翼前緣減少彎曲改成筆直線而簡化構造，及改用尤莫（Jumo）211A-1型發動機。
- He 111 F-1：生產型轟炸機，24架出口至土耳其。
- He 111 F-2：建造了20架。F-2是根據於F-1以設計，不同的只是在於其完善了的無線電通訊設備。
- He 111 F-3：計劃作偵查用的型號。卸除轟炸裝置並裝上RB攝影機。改裝上尤莫（Jumo）211A-3發動機。
- He 111 F-4：在德國空軍指示下為工作人員少數建造的通訊飛機。設備與G-5相似。
- He 111 F-5：:F-5並無投入生產。於已被採用的P系列顯示出其較優勝。
- He 111 G-0：建造試驗性生產運輸機型，新機翼特徵根據F-0而建造。
- He 111 G-3：亦稱為V14，改裝上BMW 132Dc星形發動機。
- He 111 G-4：亦稱為V16，改裝上DB600G發動機。
- He 111 G-5：建造了4架架上DB600Ga發動機為出口至土耳其。
- He 111 J-0：魚雷轟炸機型測試原型機，與F-4相似，且改裝上DB600CG發動機。
- He 111 J-1：魚雷轟炸機型，建造了90架，但最後被修改回為普通轟炸機用途。
- He 111 L：任命代替He 111G-3作為民用運輸機。
- He 111 P-0：試驗性生產機型，新機翼改成筆直及新機頭改裝上玻璃，改用Db601Aa發動機，及為機槍手在機腹加上吊艙。
- He 111 P-1：生產型轟炸機，裝配上3支7.9 mm（.312 in）MG 15作防衛武器。
- He 111 P-2：改裝FuG 10無線電代替FuG III。增至5挺MG 15作防衛武器。
- He 111 P-3：雙人控制訓練機。
- He 111 P-4：加裝附加裝甲及另附加3挺7.92 mm（.312 in）MG 15，及提供兩個外置炸彈掛架。改DB601A-1發動機。其內置炸彈掛架被一個835L燃料缸及一個120L燃油缸取代。
- He 111 P-5：P-5是機司訓練機。建造了24架樣板。裝上DB 601A發動機。
- He 111 P-6：有部分的P-6改用DB 601N發動機。其發動機因Messerschmitt Bf 109擁有較大優先權以先獲裝配。
- He 111 P-6/R2：後期倖存的飛機轉為作滑翔機的拖航飛機。
- He 111 P-7：從未生產。
- He 111 P-8：不確定有否曾被生產。
- He 111 P-9：這機種由於其計劃缺乏DB 601E發動機而失敗，所以曾有意出口至匈牙利空軍。最終只有少數曾建造並被德國空軍使用作拖航機。
- He 111 H-0：與P-2相似的試驗性生產機型，但改用尤莫（Jumo）211發動機。
- He 111 H-1：生產型轟炸機。裝配FuG IIIaU及較後期裝配FuG 10無線電通訊裝置。
- He 111 H-2：該型號是裝備上改良的武器。兩個在機身的D位置（機身中央的機槍）提供5挺MG 15機槍。
- He 111 H-3：與H-4相似，但改用尤莫（Jumo）211A-3發動機。像H-2一樣，其5挺MG 15機槍設定為標準規格。可以在機鼻安裝一挺標準MG-FF機槍及可以在機尾安裝一挺附加MG 15。
- He 111 H-4：改用尤莫（Jumo）211D發動機，較後的生產轉用尤莫（Jumo）211F發動機及加兩個外置炸彈掛架。可以加裝兩個攜帶魚雷的PVC 1006L掛架。
- He 111 H-5：與H-4相似，但所有載彈須外置掛在機翼下，而其內炸彈倉改作內置燃料燃油缸。這發展型號用作長程魚雷轟炸機。
- He 111 H-6：魚雷轟炸機，能外置攜帶兩支LT F5b魚雷，改用尤莫（Jumo）211F-1型發動機，有6支MG 15及在前吊艙有一支MG/FF 20 mm機炮。
- He 111 H-7：設計為夜間轟炸機。與H-6相似，除去了機尾的7.92 mm（.312 in）MG 17機槍及機腹吊艙，並裝上裝甲板。裝上Kuto-Nase輕氣球纜索切割裝置（Kuto-Nase balloon-cable-cutters，Balloon cutter-即裝在機身前專用作割斷地面輕氣球纜索的裝置）。
- He 111 H-8：與H-3或H-5相似的飛機，但裝上了輕氣球纜索切割板（Balloon cutter-即裝在機身前專用作割斷地面輕氣球纜索的裝置），H-8改用尤莫（Jumo）211D-1s型發動機。
- He 111 H-8/R2：H-8改作滑翔機的拖航機的型號，除去了地面輕氣球纜索切割裝置（balloon-cutting）。
- He 111 H-9：根據H-6改裝上Kuto-Nase輕氣球纜索切割裝置（Kuto-Nase balloon-cable-cutters）的型號。
- He 111 H-10：與H-6相似，但在機腹吊艙裝上20 mm MG/FF機炮，及裝上Kuto-Nase輕氣球纜索切割裝置（Kuto-Nase balloon-cable-cutters）。改用尤莫（Jumo）211 A-1或D-1型發動機。
- He 111 H-11：在機背有一完成封閉式的機槍位置及增加了防禦武器和裝甲。H-11改裝尤莫（Jumo）211 F-2發動機。
- He 111 H-11/R1：像H-11一樣，但在機腹加裝了兩個7.92 mm（.312 in）MG 81Z雙連式機槍位置。
- He 111 H-11/R2：像H-11一樣，但轉作滑翔機的拖航機。
- He 111 H-12：為攜帶Hs 293A飛彈作修改，裝上FuG 203b Kehl無線電發送器，及刪除了機腹吊艙。
- He 111 H-14：導航機，裝上FuG Samos及FuG 351 Korfu無線電裝置。
- He 111 H-14/R1：滑翔機的拖航機型。
- He 111 H-15：H-15有意成為Blohm & Voss BV 246的發射台。
- He 111 H-16：裝上尤莫（Jumo）211F-2發動機及增加了13 mm（.51 in）MG 131機槍、雙連式7.92 mm（.312 in）MG 81Z機槍及20 mm MG/FF機炮作防禦武器。
- He 111 H-16/R1：像H-16一樣，但在機背炮塔裝上動力操作的13 mm（.51 in）MG 131機槍。
- He 111 H-16/R2：像H-16一樣，但轉作滑翔機的拖航機。
- He 111 H-16/R3：像H-16一樣，但轉作導航機。
- He 111 H-18：根據H-16/R3修改用作在夜間作戰的導航機。
- He 111 H-20：防禦武器與H-16相似，但有些機的機背炮塔由動力操作的。
- He 111 H-20/R1：能攜帶16位傘兵，改裝配供跳出的艙口。
- He 111 H-20/R2：是用作貨物運輸機及滑翔機的拖航機。
- He 111 H-20/R3：是用作夜間轟炸機。
- He 111 H-20/R4：能攜帶20 50 kg（110 lb）炸彈。
- He 111 H-21：根據H-20/R3修改，但改裝尤莫（Jumo）213E-1發動機。
- He 111 H-22：由H-6、H-16及H-21修改並重新命名用作空中發射V-1飛彈（V-1 flying-bombs）。
- He 111 H-23：根據H-20/R1修改，但改裝尤莫（Jumo）213A-1發動機。
- He 111 R：高空轟炸機方案。
- He 111 U：一欺騙性的任命用作為亨克爾He 119高速偵察轟炸機設計宣傳。其亨克爾He 119於1937年11月創下FAI紀錄。而其真正身份直至盟軍結束第二次世界大戰才被清楚知道。
- He 111 Z-1：將兩架He 111機身合為一體，由5副引擎推動，用作Me 321滑翔機的拖航機。
- He 111 Z-2：根據Z-1修改的長距離轟炸機方案。
- He 111 Z-3：根據Z-1修改的長距離偵察機方案。

CASA 2.111：
西班牙飛機製造廠商CASA亦有在許可下生產一定數量的大幅修改版的He 111共用作國內本土使用。這些原型機命名為CASA 2.111並一直服役至1965年。

## 生產
為滿足需求亨克爾建造數量所以在奧拉寧堡（Oranienburg）興建了一間工廠。在1936年5月4日開始正式動工興建，並整整一年後第一架He 111從生產線推出。帝國航空部門（RLM Luftwaffe）行政辦公室，並建議恩斯特亨克爾（Ernst Heinkel）借給他的名字工廠。其“恩斯特亨克爾公司（Ernst Heinkel GmbH）”建立5,000,000帝國馬克（RM）資本的股份。亨克爾獲得份額150,000帝國馬克股份。工廠本身是由德國政府建造並屬於德國政府。由此工場在開戰的第一年就建造了452架He 111s及69架Junkers Ju 88。直至1939年9月德國為德國空軍建造共達808架He 111。據恩斯特亨克爾回憶錄，另外的452架建造於1939年，使總數達至1260架。但在1940年的產品在不列顛空戰蒙受了極大的損失，共失去了756架轟炸機。與此同時，其競爭對手-Ju 88-增加量產至1816架飛機。在前一年的巴爾幹半島和東戰線中的損失也相當大。為補償其損失He 111於1941年產量增至950架。於1942年更加增產至1337架He 111。而Ju 88生產數目依然較高，於1942年就生產了超過3000架其中的2270架轟炸機發展型號。在1943年He 111增產至1405架飛機。但是Ju 88仍然是生產量較高，其產量於1943年達至2160架。盟軍轟炸機於1944年攻擊，在週詳計劃的大週未（Big Week）方案中未能阻止或破壞亨克爾（Heinkel）的生產。截至1944年的季末，亨克爾He 111共建造了756架。同時Junkers生產了3013架，其中600架為轟炸機版本。在1939年至1944年期間共有5656架亨克爾He 111建成，而相比其競爭對手Ju 88就共建成了9122架。由於德國空軍當時正處於戰略防禦，所以轟炸機及He 111的生產都被中止。最後一批He 111的生產在1944年9月，當中包括118架轟炸機。其中建成了21架Junkers Ju 87、74架Junkers Ju 188、3架Junkers Ju 388及18架Arado Ar 234。而亨克爾的發展型號中並沒有生產亨克爾He 177和只有兩架亨克爾He 111建成。

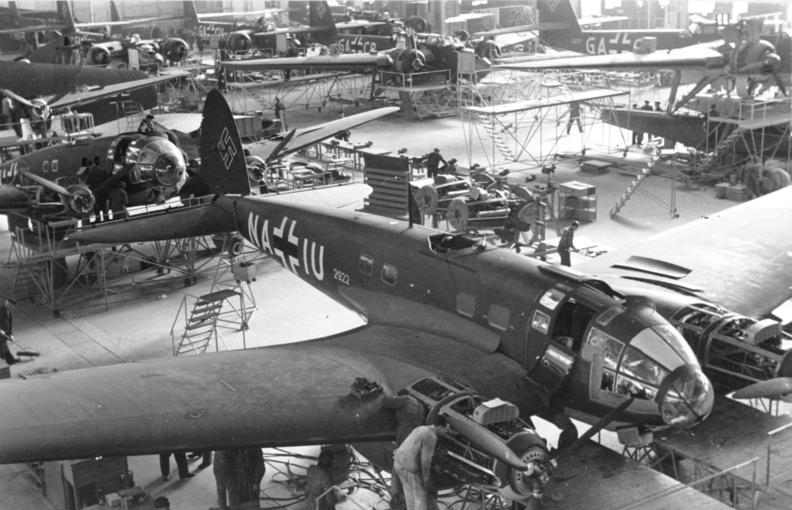
1939年的He 111生產

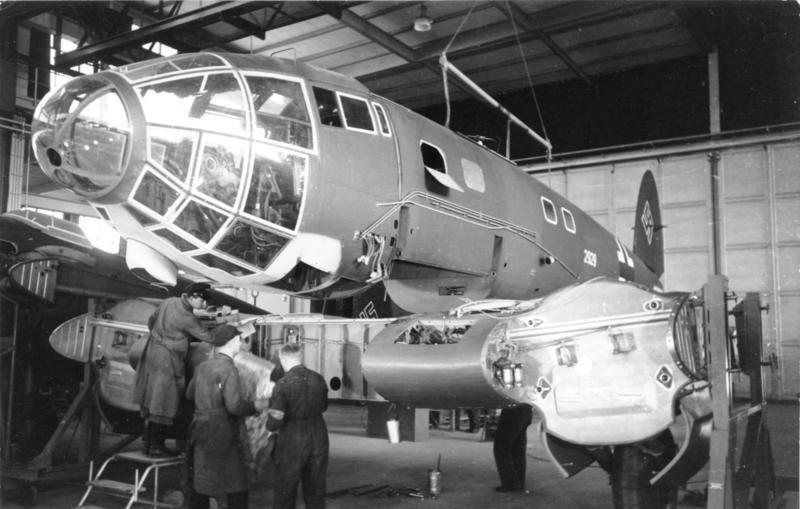
一架He 111在機翼組裝的初步階段

1942-1944年的季產量：
| 年份     | 1942 | 1942 | 1942 | 1942 | 1943 | 1943 | 1943 | 1943 | 1944 | 1944 | 1944 | 1944 |
| 季       | Q1   | Q2   | Q3   | Q4   | Q1   | Q2   | Q3   | Q4   | Q1   | Q2   | Q3   | Q4   |
| -------- | ---- | ---- | ---- | ---- | ---- | ---- | ---- | ---- | ---- | ---- | ---- | ---- |
| 生產數量 | 301  | 350  | 356  | 330  | 462  | 340  | 302  | 301  | 313  | 317  | 126  | 0    |

### 出口
在1937年有24架He 111F-1被土耳其空軍購買。土耳其亦有訂購4架He 111G-5。中國亦有訂購12架He 111A-0但價錢為400,000帝國馬克（RM）。這些飛機是用於裝箱和海運。當西班牙內戰結束，西班牙空軍獲得59架He 111「殘骸」及在1941-1943年間有另外6架He 111。保加利亞獲得一架He 111H-6，羅馬尼亞接收了10架E-3、32架H-3及10架H-6。於1941年5月6日有兩架H-10及3架H-16供給斯洛伐克，而匈牙利獲得3架He 111B及12~13架He 111。有另外的80架P-1被訂購但只得13架。接近1944年年尾共交付了12架He 111H。日本亦有預定接收44架He 111F但在1938年協定被取消。

## 曾使用的國家

### 軍方使用
- 保加利亞
- 中華民國
- 捷克斯洛伐克
- 德國
- 匈牙利
- 羅馬尼亞
- 斯洛伐克
- 西班牙
- 土耳其

### 民用
- 德國：漢莎航空
- 羅馬尼亞

## He 111規格
Robert Michulec - Heinkel He 111, Monografie Lotnicze 12
| 參數                             | He 111 A-0 （1936） | He 111 F-4 （1938） | He 111 P-4 （1939）   | He 111 H-1 （1939） | He 111 H-6 （1941）                                   | He 111 H-16 （1942）                                                                              | He 111 Z-1 （1942）                                      |
| 翼展                             | 25.00 m             | 22,50 m             | 22.50 m               | 22,50 m             | 22.50 m                                               | 22.50 m                                                                                           | 35.20 m                                                  |
| 長度                             | 17.38 m             | 17.51 m             | 16.40 m               | 16.40 m             | 16.40 m                                               | 16.40 m                                                                                           | 16.40 m                                                  |
| 高度                             | 4.10 m              | 4.20 m              | 4.40 m                | 4.00 m              | 4.00 m                                                | 4.00 m                                                                                            | 3.93 m                                                   |
| 翼面積                           | 87.60m²             | 86.50 m²            | 86.50 m²              | 86.50 m²            | 87.60 m²                                              | 86.50 m²                                                                                          | 147.44 m²                                                |
| 空重                             | 5400 kg             | 6200 kg             | 6780 kg               | 6300 kg             | 6800 kg                                               | 6900 kg                                                                                           | 21300 kg                                                 |
| 最大起飛重量                     | 8209 kg             | 10600 kg            | 13500 kg              | 12600 kg            | 13200 kg                                              | 14000 kg                                                                                          | 29700 kg                                                 |
| 發動機型號                       | 2 x BMW VI 6.0 Z    | 2 x Jumo 211 A-3    | 2 x DB 601 Aa         | 2 x Jumo 211 A-1    | 2 x Jumo 211 F-1                                      | 2 x Jumo 211 F-2                                                                                  | 5 x Jumo 211 F-2                                         |
| 發動機功率                       | 2 x 486（660）kW    | 2 x 810（1100）kW   | 2 x 865（1175）kW     | 2 x 791（1075）kW   | 2 x 957（1300）kW                                     | 2 x 986（1340）kW                                                                                 | 5 x 986（1340）kW                                        |
| 最高速度                         | 309 km/h（5400m）   | 370 km/h（4000m）   | 398 km/h（5000m）     | 410 km/h（6000m）   | 430 km/h（6000m）                                     | 434 km/h（6000m）                                                                                 | 437 km/h（6000m）                                        |
| 巡行航速                         | 385 km/h            | 270 km/h            | 370 km/h              | 370 km/h            | 390 km/h                                              | 390 km/h                                                                                          | 394 km/h                                                 |
| 爬升率                           | ?                   | ?                   | 144 m/min             | ?                   | 20 min to 5185 m                                      | 42 min 6000 m                                                                                     | ?                                                        |
| 著陸速度                         | 120 km/h            | 120 km/h            | 120 km/h              | 125 km/h            | 135 km/h                                              | 135 km/h                                                                                          | 135 km/h                                                 |
| 最大航程                         | 2500 km             | 1820 km             | 2450 km               | 2060 km             | 2060 km                                               | 2060 km                                                                                           | 4000 km                                                  |
| 絕對升限                         | 6000 m              | 8000 m              | 8000 m                | 8500 m              | 8500 m                                                | 8500 m                                                                                            | 10200 m                                                  |
| 武器                             | 3 x 7.9 mm          | 3 x 7.9 mm          | 6 x 7.92mm, 1 x 20 mm | 3 x 7.9 mm          | 1 x 20-mm-MG/FF , 5 x 7.92-mm-MG 15, 2 x 13-mm-MG 131 | 1 x 20-mm-MG/FF , 1 x 13-mm-MG 131 or 1 x 7.92-mm-MG 81 Z , 2 x 7.92-mm-MG 81 , 2 x 7.92-mm-MG 81 | 1 x 13-mm-MG 131 , 4 x 7.92-mm-MG 81 , 2 x 7.92-mm-MG 81 |
| 炸彈                             | 1000 kg             | 2000 kg             | 2000 kg               | 2000 kg             | 2000 kg                                               | 2000 kg                                                                                           | -                                                        |
| 機員                             | 5                   | 5                   | 5                     | 5                   | 5                                                     | 5                                                                                                 | 7                                                        |
| 備註                             |                     |                     |                       |                     |                                                       |                                                                                                   |                                                          |
|                                  |                     |                     |                       |                     |                                                       |                                                                                                   |                                                          |
| Robert Michulec - Heinkel He 111 |                     |                     |                       |                     |                                                       |                                                                                                   |                                                          |
| Monografie Lotnicze 12           |                     |                     |                       |                     |                                                       |                                                                                                   |                                                          |
|                                  |                     |                     |                       |                     |                                                       |                                                                                                   |                                                          |

| 型號         | He 111 A-0（1936） | He 111 F-4（1938） | He 111 P-4（1939）    | He 111 H-1（1939） | He 111 H-6（1941）                                    | He 111 H-16（1942）                                                                               | He 111 Z-1（1942）                                       |
| 翼展         | 25.00 m            | 22,50 m            | 22,50 m               | 22,50 m            | 22,50 m                                               | 22,50 m                                                                                           | 35.20 m                                                  |
| 長度         | 17.38 m            | 17.51 m            | 16.40 m               | 16.40 m            | 16.40 m                                               | 16.40 m                                                                                           | 16.40 m                                                  |
| 高度         | 4.10 m             | 4.20 m             | 4.40 m                | 4.00 m             | 4.00 m                                                | 4.00 m                                                                                            | 3.93 m                                                   |
| 翼面積       | 87.60m²            | 86.50 m²           | 86.50 m²              | 86.50 m²           | 87.60 m²                                              | 86.50 m²                                                                                          | 147.44 m²                                                |
| 空重         | 5400 kg            | 6200 kg            | 6780 kg               | 6300 kg            | 6800 kg                                               | 6900 kg                                                                                           | 21300 kg                                                 |
| 最大起飛重量 | 8209 kg            | 10600 kg           | 13500 kg              | 12600 kg           | 13200 kg                                              | 14000 kg                                                                                          | 29700 kg                                                 |
| 發動機型號   | 2 x BMW VI 6.0 Z   | 2 x Jumo 211 A-3   | 2 x DB 601 Aa         | 2 x Jumo 211 A-1   | 2 x Jumo 211 F-1                                      | 2 x Jumo 211 F-2                                                                                  | 5 x Jumo 211 F-2                                         |
| 發動機功率   | 2 x 486（660）kW   | 2 x 810（1100）kW  | 2 x 865（1175）kW     | 2 x 791（1075）kW  | 2 x 957（1300）kW                                     | 2 x 986（1340）kW                                                                                 | 5 x 986（1340）kW                                        |
| 最高速度     | 309 km/h（5400m）  | 370 km/h（4000m）  | 398 km/h（5000m）     | 410 km/h（6000m）  | 430 km/h（6000m）                                     | 434 km/h（6000m）                                                                                 | 437 km/h（6000m）                                        |
| 巡行航速     | 385 km/h           | 270 km/h           | 370 km/h              | 370 km/h           | 390 km/h                                              | 390 km/h                                                                                          | 394 km/h                                                 |
| 爬升率       | ?                  | ?                  | 144 m/min             | ?                  | 20 min to 5185 m                                      | 42 min 6000 m                                                                                     | ?                                                        |
| 著陸速度     | 120 km/h           | 120 km/h           | 120 km/h              | 125 km/h           | 135 km/h                                              | 135 km/h                                                                                          | 135 km/h                                                 |
| 最大航程     | 2500 km            | 1820 km            | 2450 km               | 2060 km            | 2060 km                                               | 2060 km                                                                                           | 4000 km                                                  |
| 對升限       | 6000 m             | 8000 m             | 8000 m                | 8500 m             | 8500 m                                                | 8500 m                                                                                            | 10200 m                                                  |
| 武器         | 3 x 7.9 mm         | 3 x 7.9 mm         | 6 x 7.92mm, 1 x 20 mm | 3 x 7.9 mm         | 1 x 20-mm-MG/FF , 5 x 7.92-mm-MG 15, 2 x 13-mm-MG 131 | 1 x 20-mm-MG/FF , 1 x 13-mm-MG 131 or 1 x 7.92-mm-MG 81 Z , 2 x 7.92-mm-MG 81 , 2 x 7.92-mm-MG 81 | 1 x 13-mm-MG 131 , 4 x 7.92-mm-MG 81 , 2 x 7.92-mm-MG 81 |
| 炸彈         | 1000 kg            | 2000 kg            | 2000 kg               | 2000 kg            | 2000 kg                                               | 2000 kg                                                                                           | -                                                        |
| 機員         | 4                  | 5                  | 5                     | 5                  | 5                                                     | 5                                                                                                 | 7                                                        |

## 相關資料
- 1919年－1945年德國軍用飛機列表

## 外部連結
- 我國第一架現代化重轟炸機德製亨克爾He-111A0型（页面存档备份，存于）